# Two Moons
Two Moons (Hangul: 두개의 달이 뜨는 밤 dugaeui dal-i tteuneun bam; Chinês simplificado: 双月之夜 Shuāng yuè zhī yè; Chinês tradicional: 雙月之夜) é uma canção de gênero hip hop-dubstep do grupo masculino sino-coreano EXO, interpretada pelos subgrupos EXO-K e EXO-M com a participação do cantor Key. Disponível em coreano e mandarim, a canção foi incluída em seu primeiro EP, Mama, que foi lançado digitalmente em 9 de abril de 2012, sob o selo da gravadora SM Entertainment.

## Composição
A canção de gênero hip hop-rap-dubstep, é composta e arranjada pelos produtores musicais Albi Albertsson e Yim Kwang-wook. Esta foi a colaboração de estréia de Yim Kwang-wook com a SM Entertainment. Mais tarde, ele trabalhou com f(x) na faixa "Beautiful Stranger" de seu segundo mini-álbum Electric Shock e com TVXQ em "Destiny" de seu sexto álbum de estúdio em coreano Catch Me. Kwang-wook também colaborou com Girls' Generation na canção "Baby Maybe" de seu quarto álbum de estúdio em coreano I Got A Boy. Todas essas músicas foram bem recebidas e ficou no top 100 da Gaon Chart. Albi Albertsson fez sua estréia na indústria do K-Pop compondo "Two Moons" e "Machine" para o primeiro mini-álbum do EXO. O letrista da SM Entertainment Misfit, escreveu a letra de versão coreana de "Two Moons". Ele também ajudou o compositor chinês T-Bater a escrever a letra para a versão chinesa.

## Promoção
A canção foi usada como música de fundo para um dos teasers de estréia do EXO que contou com uma dança vigorosa pelos membros Kai e Lay. O vídeo foi liberado pela SM Entertainment em seu canal oficial no Youtube em 7 de janeiro de 2012. A versão coreana de "Two Moons" foi interpretada por Chanyeol e Kris durante o showcase de estreia do EXO realizado no Estádio Olímpico em Seul em 31 de março de 2012. A versão chinesa do "Two Moons" foi interpretada por Chanyeol e Kris no show de música chinês Happy Camp em 3 de julho de 2012. A canção também foi performada juntamente com "History" and "Mama" no show de música chinês Jiangsu Countdown em 21 de dezembro de 2012.